# Comunità Montana Pollupice
Die Comunità Montana Pollupice ist eine Comunità montana in der norditalienischen Region Ligurien. Politisch gehört sie zu der Provinz Savona.
Zu der Comunità montana gehören 17 Gemeinden: Balestrino, Boissano, Borghetto Santo Spirito, Borgio Verezzi, Calice Ligure, Finale Ligure, Giustenice, Loano, Magliolo, Noli, Orco Feglino, Pietra Ligure, Rialto, Spotorno, Toirano, Tovo San Giacomo und Vezzi Portio.
Der Verwaltungssitz befindet sich in Finale Ligure.